# S'G̱ang Gwaay
S'G̱ang Gwaay Llanagaay, ofte kendt under det engelske navn Ninstints, er et canadisk mindesmærke i form af en landsby for haida-folket og en del af Gwaii Haanas-nationalparken på øgruppen Haida Gwaii ud for British Columbias vestkyst.
Landsbyen blev optaget på UNESCOs verdensarvliste i 1981.

## Navnet
SG̱ang Gwaay Llanagaay, landsbyens navn på haida-sproget, er dette folks navn for Anthony Island, hvorpå landsbyen ligger, og betyder "Rød torsk ø". I slutningen af 1700- og begyndelsen af 1800-tallet blev landsbyen omtalt som Koyahs eller Coyahs, også gengivet som Quee-ah, efter høvdingen på den tid, Koyah. Navnet Ninstints, også stavet Nan Sdins, stammer fra den mest magtfulde høvding i midten af 1800-tallet og kom til at blive brugt som landsbyens navn som følge af en praksis blandt europæiske kaptajner med at referere til landsbyer ved navnet på den vigtigste person i området.

## Landsbyen
Landsbyen var den mest sydligt beliggende haida-landsby, der lå lige vest for og vendte direkte mod Kunghit Island, den sydligste ø i området. Skønt denne ø i sig selv er ganske lille, bragte den god beskyttelse til landsbyen og den klippefyldte bugt, der lå ved. SG̱ang Gwaay Llanagaay er den tidligst beskrevne bebyggelse i den sydlige del af øhavet.
Stedet kan i nutiden fremvise den største samling totempæle fra haida-folket på deres oprindelige pladser. Mange af disse betragtes som glimrende kunstværker, der dog med overlæg får lov til at blive nedslidt af vind og vejr i det frodige tempererede regnskovsklima. Afbildninger af ruinerne af SG̱ang Gwaay Llanagaay er kendetegnende for haida-kulturen og Haida Gwaii og anvendes i turistfremstød for øerne og for den sags skyld for hele provinsen. Landsbyen ligger ret afsides, og man kan kun komme til stedet fra søsiden eller med fly fra den nordlige del af øerne. Til beskyttelse af det uvurderlige haida-mindesmærke har haidaerne oprettet et vagtprogram, hvor haidaer er placeret i de traditionelle landsbyer over hele Haida Gwaii, herunder i Gwaii Haanas-nationalparken. Disse vagter sikrer, at besøgende opfører sig ordentligt og sikrer en haida-tilstedeværelse i deres traditionelle territorier.

## Historie
Arkæologiske fund har vist, at Haida Gwaii har været beboet i tusindvis af år, og at haidaernes territorium har strakt sig nordpå ind i Alaska.
Folket i SG̱ang Gwaay Llanagaay er nogle gange kaldt Kunghit-haidaer. Denne gruppe befolkede den sydligste del af Haida Gwaii i et område fra Lyell Island til den sydligste spids af øgruppen. Kunkghit-haidaerne havde 20-30 permanente landsbyer foruden flere mindre beboelser, der blev brugt på bestemte årstider, idet de lå tæt på ressourcer, fx laksefloder. Tidlige vidneberetninger fra John R. Swanton fortæller, at der i SG̱ang Gwaay Llanagaay var omkring tyve langhuse.
Efter europæernes ankomst var landsbyen scene for flere bemærkelsesværdige episoder. Den blev i 1787 besøgt af skindhandleren George Dixon, der bemærkede, at haidaerne mødte dem på havet og var ivrige efter at handle havodderskind med europæerne. I begyndelsen var forbindelsen derfor ganske venskabelig, og stedet blev året efter besøgt af Charles Duncan, mens to besøg i 1789, først af Robert Gray og senere samme år af hans kollega John Kendrick. I forbindelse med det sidstnævnte besøg blev samspillet mere fjendtligt.
Trods dette øgedes handlen mellem haidaerne og europæerne i årtierne, der fulgte. Af den grund flyttede mange haidaer til de lettere tilgængelige byer Masset og Skidegate, og enkelte flyttede så langt som til Victoria for at få mest mulig gavn af handlen.
De tilbageværende beboere i SG̱ang Gwaay Llanagaay blev i 1862 ramt af en koppeepidemi, der reducerede befolkningstallet markant. Dette blev fulgt at flere andre nytilkomne sygdomme, og i 1875 blev SG̱ang Gwaay Llanagaay hovedsageligt anvendt som midlertidig lejr. Omkring 1885 flyttede de tilbageværende beboere fra landsbyen permanent til Skidegate, og landsbyen har siden været forladt.